# Rorippa micrantha
Rorippa micrantha är en korsblommig växtart som först beskrevs av Albrecht Wilhelm Roth, och fick sitt nu gällande namn av Bengt Edvard Jonsell. Rorippa micrantha ingår i släktet fränen, och familjen korsblommiga växter. Inga underarter finns listade i Catalogue of Life.